# Anserma
 Anserma  là một khu tự quản thuộc tỉnh Caldas, Colombia. Thủ phủ của khu tự quản Anserma đóng tại Anserma Khu tự quản Anserma có diện tích 288 ki lô mét vuông. Đến thời điểm ngày 28 tháng 5 năm 2005, khu tự quản Anserma có dân số 39543 người.